# Heterixalus madagascariensis
Espèce
Synonymes
- Eucnemis madagascariensis Duméril & Bibron, 1841
- Eucnemis antanosi Grandidier, 1872
- Hyperolius arnoulti Guibé, 1975

Statut de conservation UICN

 LC  : Préoccupation mineure
Heterixalus madagascariensis est une espèce d'amphibiens de la famille des Hyperoliidae.

## Répartition
Cette espèce est endémique de Madagascar. Elle se rencontre dans le Nord-Est et l'Est de l'île ainsi que sur l'île Sainte-Marie, jusqu'à 800 m d'altitude,.

## Étymologie
Son nom d'espèce, composé de madagascar(i) et du suffixe latin -ensis, « qui vit dans, qui habite », lui a été donné en référence au lieu de sa découverte, Madagascar.

## Publication originale
- Duméril & Bibron, 1841 : Erpétologie générale ou Histoire naturelle complète des reptiles, vol. 8, p. 1-792 (texte intégral).